# Tonnano (televisieserie)
Tonnano is een aankomende Nederlandse dramatische misdaadserie van streamingdienst Videoland. De serie is een spin-off en vervolg op de serie Mocro Maffia en volgt het personage Tonnano vertolkt door Khalid Alterch.

## Verhaal
De serie volgt Tonnano die de Amsterdamse onderwereld geruild heeft voor de Achterhoek. Met de geboorte van zijn zoon besluit hij zijn leven te betere en een eerlijk bestaan op te bouwen met zijn zoon en Amani in de Achterhoek. De komst van Tonnano zorgt echter voor onrust bij de beruchte Achterhoekse drugsfamilie Eysinck, die daar al jaren ondernemen. Als de oom van Amani ook nog schulden bij die familie schijnt te hebben komt het nieuwe leven van Tonnano in gevaar en besluit hij de strijd met de drugsfamilie aan te gaan.

## Rolverdeling
| acteur           | personage         |
| ---------------- | ----------------- |
| Khalid Alterch   | Tonnano           |
| Annet Malherbe   | Johanna Eysinck   |
| Sigrid ten Napel | Guusje Eysinck    |
| Ramses van Hall  | Jordi Eysinck jr. |
| Korneel Evers    | Rooie Roy         |

## Achtergrond

### Ontstaan
Het personage Tonnano, vertolkt door Khalid Alterch, was van 2020 tot en met 2024 een van de hoofdpersonages in de misdaadserie Mocro Maffia, waarin het personage uitgroeide tot een publiekslieveling. Hierdoor werd besloten het personage na het stoppen van de serie zijn eigen spin-offserie te geven. Dit werd aan het einde van het laatste seizoen van Mocro Maffia aangekondigd met een kort filmpje na de aftiteling; in dat filmpje verscheen het personage Tonnano en zei "Denk je dat we klaar zijn, ouleh?".

### Productie
De serie wordt geproduceerd door productiebedrijf Fiction Valley en geregisseerd door Achmed Akkabi, Safi Graauw en Sergej Groenhart. Akkabi was tevens de bedenker van de serie Mocro Maffia. Groenhart was daarnaast samen met Mustafa Duygulu, Yücel Kopal, Randy Oost, Randa Peters en Kevin Boitelle verantwoordelijk voor het schrijven van het scenario van de serie. Acteur Khalid Alterch keert terug om de rol van Tonnano te vertolken. Andere hoofdrollen zijn weggelegd voor onder anderen Annet Malherbe, Sigrid ten Napel, Ramses van Hall en Korneel Evers.
De opnames van de serie gingen eind maart 2025 van start en vonden hoofdzakelijk plaats in de Achterhoek. Tevens werden er opnames gemaakt in Purmerend; dit zorgde ervoor dat de lokale PVV-fractie wilde dat de gemeente geen toestemming zou geven voor het maken van opnames, omdat de serie volgens de PVV geweld zou normaliseren.

## Release
Tonnano zal bestaan uit zes afleveringen en staat gepland om met twee afleveringen op 22 september 2025 exclusief op streamingdienst Videoland in première te gaan. De overige vier afleveringen zullen vervolgens dagelijks volgen.